# ضريح بهاء الله
ضريح بهاء الله، هو المكان الذي دُفن فيه بهاءالله (حسين علي النوري) مؤسس وشارع الديانة البهائية، في عام 1892م. يقع الضريح في قصر البهجة في عكا، وهو المكان الذي عاش فيه بهاءالله في السنوات الأخيرة من حياته وتوفي فيه.
يُعدّ الضريح والقصر وحدائق البهجة المحيطة به من أقدس الأماكن على وجه الأرض بالنسبة للبهائيين، وتقع ضمن مواقع الحج البهائية الحالية.
تم إدراج الضريح والحدائق المحيطة به، فضلًا عن قصر البهجة، على قائمة التراث العالمي التابعة ليونسكو في يوليو 2008م.

## ضريح (مرقد) بهاءالله
عندما توفي بهاءالله عام 1892م، تم دفنه في غرفةٍ مجاورةٍ للمبنى الأصلي من قصر البهجة. يحتوي الضريح على رفات بهاءالله، ويتكون من منطقةٍ مركزيةٍ تحتوي على حديقةٍ صغيرةٍ مليئةٍ بالأشجار، محاطةٍ بمساراتٍ مغطاةٍ بسجادٍ فارسيٍ. تم بناء سقفٍ زجاجيٍ بعد وفاة بهاءالله. توجد في الزاوية الشمالية الغربية من المنطقة الوسطى، غرفةٌ صغيرةٌ تحتوي على محتويات بهاءالله. المنطقة المركزية لديها أبوابٌ لعددٍ من الغرف الأخرى، والتي تمّ فتحها في السنوات الأخيرة لاستيعاب العدد المتزايد من الحجاج والزوار.
أثناء الصلوات المفروضة، يتّجه البهائيون إلى القبلة، وهي ضريح (مرقد) بهاءالله. ويمكن مقارنتها عمليًا بالمسلمين الذين يتّجهون إلى الكعبة أثناء الصلاة اليومية، أو المسيحيين واليهود الذين يتّجهون إلى القدس. صلى البهائيون خلال حياته متوجهين إلى بهاءالله، حتى ثبت المكان عند دفنه. واليوم يعتبر ضريح بهاءالله والمنطقة المحيطة به، والمعروفة بحدائق البهجة، من أقدس الأماكن البهائية في العالم، ومن ضمن أماكن الحج البهائية حاليًا، والتي يزورها المئات من الزوار والحجاج البهائيين سنويًا.
تم إدراج الضريح والحدائق المحيطة به، وكذلك قصر البهجة، على قائمة التراث العالمي في يوليو 2008م.

## قصر البهجة

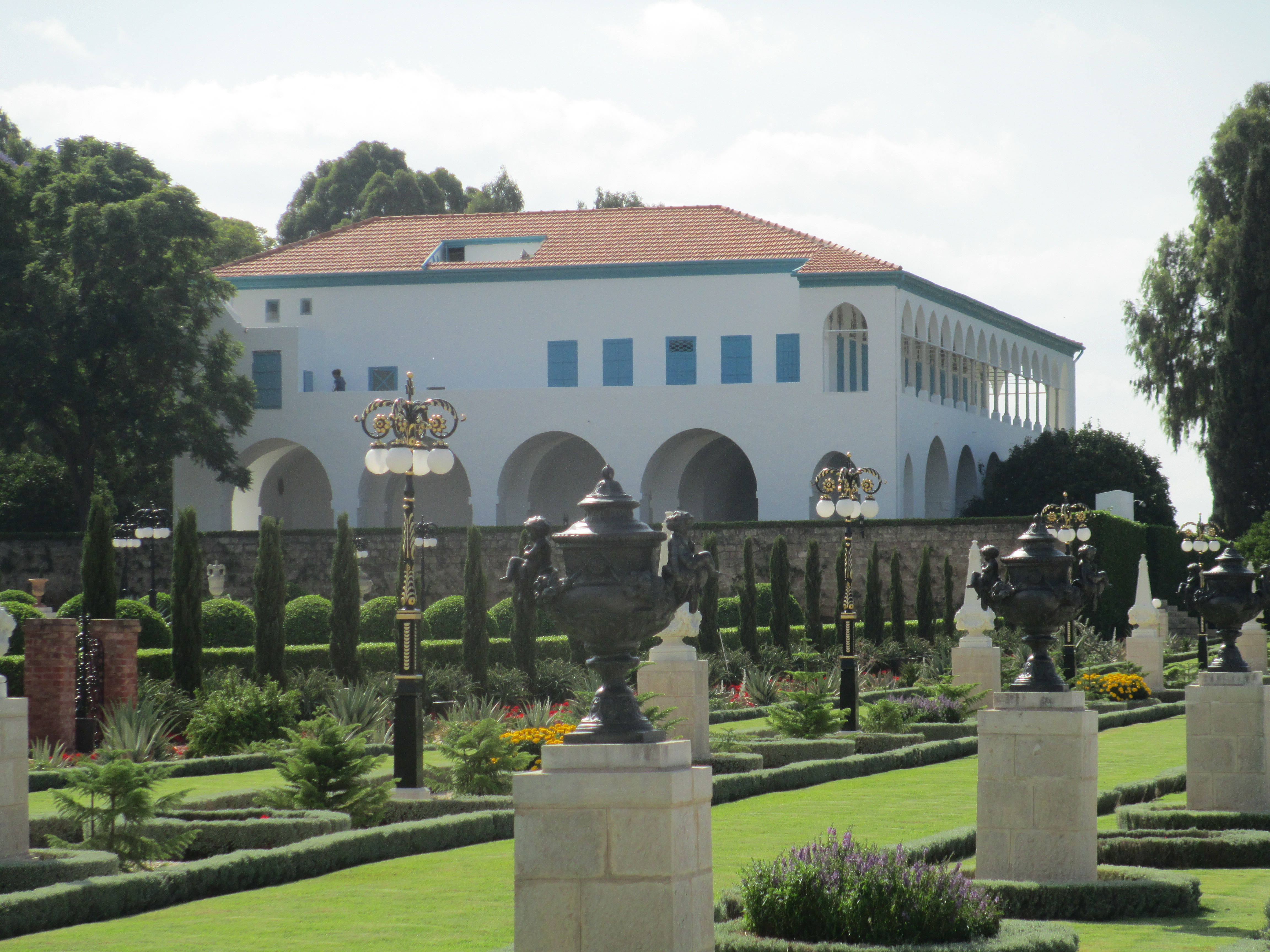
قصر البهجة في عكا، ويقع فيه ضريح بهاءالله

قصر البهجة هو منزلٌ صيفيٌ في عكا في إسرائيل، حيث عاش فيه بهاءالله (مؤسس الديانة البهائية) في السنوات الأخيرة من حياته، وتوفي فيه عام 1892م. دُفن بهاءالله في غرفةٍ مجاورةٍ، والذي أصبح مرقده ومكان الحج والقبلة البهائية. وكانت المنطقة بأكملها تسمى البهجة، ويطلق عليها اليوم أيضًا حدائق البهجة.
في عام 1890م، التقى المستشرق البريطاني إدوارد جرانفيل براون ببهاءالله في هذا المنزل. وبعد هذا اللقاء، رسم صورته الشهيرة بالقلم الرصاص لبهاءالله.

## نبذة تاريخية
كانت المنطقة في الأصل حديقةً زرعها سليمان باشا والي عكا لابنته فاطمة، وأسماها بهجة. وفي وقتٍ لاحقٍ، قام عبد الله باشا بتجميل المنطقة. وفي عام 1831م، عندما حاصر إبراهيم باشا عكا، استخدم المنطقة كمقرٍ له. اشتُهر العقار بحدائقه الجميلة وبِبركةٍ تغذيها قناة مائية. ثم أصبح العقار في حوزة عائلة جمال المسيحية.
في عام 1870م، اشترى عودي خمّار، وهو تاجرٌ ثريٌ من عكا، وكان يمتلك أيضًا منزل عبّود، بعض الأراضي من عائلة جمال القريبة من قصر عبد الله باشا وقام ببناء قصر البهجة على مبنى سابقٍ أصغر، والذي بناه عبد الله باشا لوالدته. وقد وضع عودي خمّار نقشًا عربيًا على الباب عام 1870م نصّه: "السلام والتحية على هذا القصر الذي يزداد بهاءً مع مرور الزمن، وفيه عجائب عديدة تحتار الأقلام في وصفها". كان عودي خمّار قد بنى المنزل لعائلته، وعندما مات، دُفن في قبرٍ في الركن الجنوبي الشرقي من الجدار المحيط بالمبنى مباشرةً. في عام 1879م، تسبّب الوباء في فرار السكان وأصبح المبنى شاغرًا.
استأجر ابن بهاءالله، عبدالبهاء، القصر أولاً، ثم اشتراه ليعيش فيه والده والعائلة البهائية المقدسة، وانتقل بهاءالله من المزرعة إلى البهجة وأقام فيه حتى وفاته. بعد وفاة عبدالبهاء، تسلّم مفاتيح الضريح أخوه غير الشقيق ميرزا محمد علي، وذلك في يناير 1922م. ونظرًا لاحتلاله مفاتيح البيت عنوةً، أمر محافظ عكا بعدها بإعادة المفاتيح إلى السلطات، ووضع حارسًا عند الضريح. في أوائل عام 1923 تم تسليم المفاتيح إلى شوقي أفندي.

## التصميم

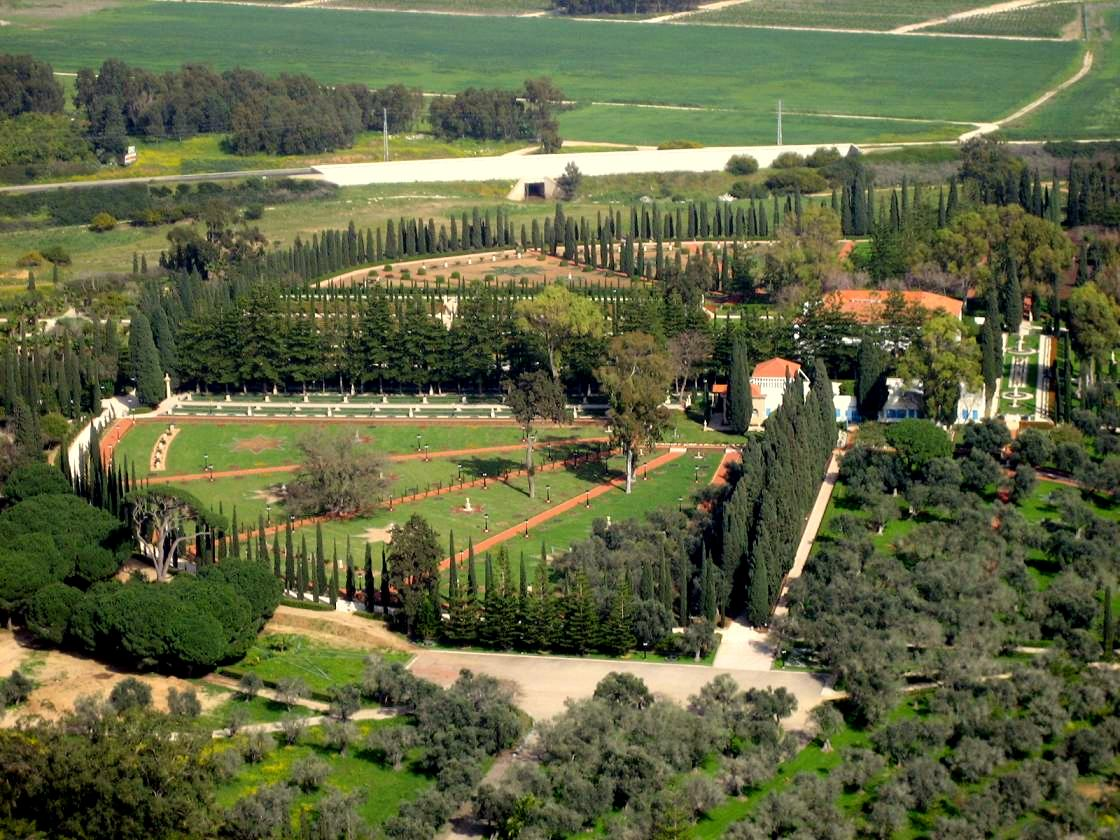
حدائق البهجة في عكا

تم تجميل الموقع منذ وفاة بهاءالله بحدائق الفردوس والتي تسمى لدى البهائيين بالحرم الأقدس، ويتقاطع معها مسارٌ دائريٌ يعمل على الطواف بضريح بهاءالله. عند مدخل هذه الحدائق توجد بوابةٌ مزخرفةٌ من الحديد المطاوع تسمى "بوابة كولينز"، والتي تحمل اسم أميليا كولينز، وهي التي تبرعت بمبلغ شراء البوابة آنذاك.
في الخمسينيات من القرن العشرين، وضع شوقي أفندي رباني خططًا لإنشاء بنيةٍ فوقيةٍ في المستقبل، والتي من شأنها أن تحيط المنطقة بأكملها، وسوف تشمل منصةً مع 95 عمودٍ رخاميٍ، بارتفاع 6 أمتارٍ. وقد وصف شوقي أفندي مكان الضريح بـ "محيط النور"، كما وصف ضريح الباب بـ "جبل النور".

## روابط خارجية
- الحدائق البهائية - الموقع الرسمي
- الحج البهائي - ضريح بهاء الله نسخة محفوظة 26 ديسمبر 2018 على موقع واي باك مشين.
- الحدائق البهائية في البهجة - معرض صور
- حياة بهاءالله - مرقد بهاءالله